# Frederik de Groot
Frederik de Groot est un acteur néerlandais né le 23 mai 1946 à Bilthoven (Pays-Bas).

## Filmographie
- 1973 : Wie is er bang voor Virginia Woolf? (TV) : Nick
- 1973 : Mens van goede wil, Een (série télévisée) : Maurice
- 1975 : Amsterdam 700 (feuilleton TV) : Samule de Rosa
- 1978 : Pastorale 1943 : Johan Schults
- 1979 : Grijpstra & De Gier : Simon Cardozo
- 1981 : Fabriek, De (série télévisée) : Jan van Gorkom
- 1981 : Verboden bacchanaal, Het : Evert Toebosch
- 1981 : Te Gek Om Los te Lopen : Alex
- 1982 : Stilte rond Christine M., De
- 1983 : Herenstraat 10 (série télévisée) : Peter van Laar
- 1985 : Appelgaard, De (série télévisée)
- 1987 : Caught : Jacques
- 1989 : Kunst en Vliegwerk : Projectontwikkelaar
- 1990 : In the Shadow of the Sandcastle
- 1990 : Drowning in the Shallow End (TV) : Dutch man
- 1990 : Brug, De (feuilleton TV) : Ir. Staalmans
- 1990 : Ava & Gabriel - Un historia di amor : Pieter van Knippenveld
- 1993 : Bureau Kruislaan (série télévisée) : Guus Bals
- 1993 : Vrouwenvleugel (série télévisée) : Adriaan Wagenaar (1994)
- 1996 : Unit 13 (nl) (série télévisée) : Ben Govers
- 1996 : Les Cavaliers de la liberté (The Little Riders) (TV) : Father Hugo
- 1998 : In de praktijk (série télévisée) : dokter Felix van Traa (2000-)
- 1994 : Onderweg naar Morgen (série télévisée) : Koen Ligthart (2004)

## Anecdotes
Il est le père de l'actrice Genevieve Gaunt qui interprète le rôle de Pansy Parkinson dans l'adaptation cinématographique de Harry Potter et le Prisonnier d'Azkaban.